# 서태식
서태식(徐泰植, 1938년 11월 22일 ~ , 대구광역시)은 대한민국의 공인회계사이자, 대한민국의 대표적인 회계법인인 삼일회계법인을 창립하고 30년간 회장직을 맡아온 기업인이다.

## 학력
- 경북고등학교
- 서울대학교 경제학과

## 경력
- 1962년: 제8회 계리사 시험 합격
- 1964년: 공인회계사 개업
- 1971년: 삼일회계법인 설립
- 1974년~ 2003년: 삼일회계법인 회장
- 1989년~ 1991년: 아시아태평양지역 회계사 연맹(CAPA) 회장
- 1994년~ 2012년: 삼성문화재단 감사
- 1995년~ : 세계경제연구원 감사
- 2003년~ : 삼일회계법인 명예회장
- 2004년~ 2008년: 한국 공인회계사회 회장

## 수상
- 2002년 12월 국무총리 표창
- 2003년 3월 대통령 석탑산업 훈장

## 참고 자료
- 서태식 네이트 인물검색